# Tiefenbach (Wilhelmsthal)
Tiefenbach ist ein Gemeindeteil der Gemeinde Wilhelmsthal im Landkreis Kronach (Oberfranken, Bayern).

## Geographie
Das Dorf besteht aus fünf Kleinsiedlungen, die sich entlang des tief eingeschnittenen Tal des Tiefenbachs befinden. Sie sind allesamt von Wald umgeben. Eine Gemeindeverbindungsstraße führt nach Steinberg zur Kreisstraße KC 28 (1,7 km südwestlich).

## Geschichte
Gegen Ende des 18. Jahrhunderts gab es in Tiefenbach 8 Anwesen (2 Söldengüter, 2 Söldengütlein, 2 halbe Söldengütlein, 2 Tropfhäuser). Das Hochgericht übte das bambergische Centamt Kronach aus. Die Grundherrschaft über das Tropfhaus hatte das Rittergut Weißenbrunn-Steinberg inne.
Mit dem Gemeindeedikt wurde Tiefenbach dem 1808 gebildeten Steuerdistrikt Steinberg und der 1818 gebildeten Ruralgemeinde Eibenberg zugewiesen. Am 1. Mai 1975 wurde Tiefenbach im Zuge der Gebietsreform in Bayern in Steinberg eingegliedert, das seinerseits am 1. Mai 1978 in Wilhelmsthal eingegliedert wurde.

### Einwohnerentwicklung
| Jahr      | 001818 | 001861 | 001871 | 001885 | 001900 | 001925 | 001950 | 001961 | 001970 | 001987 |
| Einwohner | 48     | 61     | 51     | 40     | 45     | 47     | 49     | 36     | 42     | 32     |
| Häuser    | 8      |        |        | 7      | 7      | 7      | 8      | 9      |        | 10     |
| Quelle    | [ 5 ]  | [ 7 ]  | [ 8 ]  | [ 9 ]  | [ 10 ] | [ 11 ] | [ 12 ] | [ 13 ] | [ 14 ] | [ 1 ]  |

## Religion
Der Ort ist römisch-katholisch geprägt und nach St. Pankratius in Steinberg gepfarrt.